# Koninkrijk Kakongo
Het koninkrijk Kakongo was een klein koninkrijk aan de Atlantische kust van Centraal-Afrika, in het huidige Congo-Brazzaville en de provincie Cabinda in Angola. In de 13e eeuw maakte het deel uit van een confederatie onder leiding van het koninkrijk Vungu. Samen met de naburige koninkrijken Ngoyo en Loango werd Kakongo een belangrijk politiek en commercieel centrum van de 17e tot de 19e eeuw. De bevolking spreekt een dialect van de Kikongo-taal en kan daarom worden beschouwd als behorend tot de Bakongo-etniciteit. Kakongo was gedurende een deel van zijn geschiedenis een vazalstaat van het koninkrijk Kongo.

## Vroege geschiedenis
De vroegste geschiedenis van Kakongo is onbekend, en mondelinge overleveringen die in de 19e en 20e eeuw in de regio zijn verzameld, werpen hier weinig licht op. In zijn huidige staat kan archeologie alleen bevestigen dat de regio al in de ijzertijd was tegen de 5e eeuw v.Chr. en dat complexe samenlevingen in de vroege eeuwen na Christus begonnen te ontstaan in de bredere omgeving.
Het koninkrijk wordt voor het eerst vermeld in de titels van de koning van Kongo, Afonso I, in 1535, waarin hij opmerkt dat hij koning was over deze regio, evenals over verschillende andere gebieden aan de noordelijke oever van de Kongorivier. Deze titel heeft historici ertoe gebracht te geloven dat Kakongo ooit deel uitmaakte van een federatie van staten, waaronder Kongo, die mogelijk rond het einde van de 14e eeuw werd gevormd. Kakongo was echter vanaf de 16e eeuw in de praktijk een onafhankelijke staat.
Portugese handelaren, geïnteresseerd in de handel in koper, ivoor en slaven, begonnen in de jaren 1620 handelsposten (factorijen) in Kakongo op te zetten. Ook Nederlandse en Engelse handelaren bezochten het koninkrijk in de 17e eeuw. De hoofdstad heette Kinguele en was een stad in het binnenland.
In de jaren 1680 had Kakongo diplomatieke betrekkingen met het Soyo, aan de zuidkant van de Kongorivier. Rond 1688 verloor het de controle over het eiland Nzari a Kongo in de rivier aan Soyo.

## Commercieel centrum
Kakongo werd in de 18e eeuw een zeer belangrijk commercieel centrum en werd regelmatig bezocht door schepen uit Engeland, Frankrijk, Nederland en Portugal. De haven van Cabinda was een belangrijke handelsplaats, gelegen in een beschutte baai. Slaven vormden het belangrijkste exportproduct van het land, hoewel de meeste slechts werden doorgevoerd vanuit zuidelijkere gebieden, voornamelijk het Koninkrijk Kongo en de oostelijke provincies van Angola, zoals Matamba.
Belangrijke handelsgoederen waren ook buskruit, vuurwapens, messen, katoenen stoffen, glazen kralen, koper en ijzeren staven. In 1775 probeerden Franse missionarissen het koninkrijk, samen met zijn buurlanden, tot het christendom te bekeren, in de hoop te profiteren van de lange associatie met het naburige christelijke Koninkrijk Kongo. De missie was grotendeels onsuccesvol, maar kwam wel in contact met een gemeenschap van christenen uit Kongo’s provincie Soyo, die in de stad Manguenzo in het binnenland woonden. Uiteindelijk werd de missie verlaten.
Koninkrijk Kongo ·
Koninkrijk Kakongo ·
Koninkrijk Soyo ·
Koninkrijk Loango ·
Sultanaat Utetera · 
Koninkrijk Yeke · 
Koninkrijk Boma · 
Mwene Muji · 
Lunda-rijk · 
Koninkrijk Kuba ·
Luba-rijk ·
Koninkrijk Kanyok ·
Koninkrijk Kalundwe ·
Koninkrijk Chokwe ·
Koninkrijk Teke ·
Koninkrijk Lele ·
Koninkrijk Suku ·
Koninkrijk Yaka ·
Koninkrijk Azende ·
Koninkrijk Mbunda ·
Koninkrijk Ngoyo ·
Koninkrijk Mbuun ·
Koninkrijk Bozanga ·
Koninkrijk Pende ·
Ngbandi staten ·
Nsapo-staten ·
Mongo-staten ·
Koninkrijk Vungu ·
Koninkrijk Ndongo ·
Geconfedereerde Staten van Mpemba ·
Zeven koninkrijken van Kongo dia Nlaza ·
Koninkrijk Mpemba Kasi ·
Koninkrijk Vunda ·
Koninkrijk Mbata ·
Koninkrijk Mpangala ·
Koninkrijk Nsundi ·
Koninkrijk Mpangu ·
Koninkrijk Kundi ·
Koninkrijk Okanga ·
Koninkrijk Matamba ·
Koninkrijk Kasanje ·
Stamstaat Mbwila